# Општина Мовилени (Олт)
Мовилени (рум. Movileni) општина је у Румунији у округу Олт.
Oпштина се налази на надморској висини од 168 m.